# Sarnia—Lambton (circonscription provinciale)
Circonscription électorale provinciale du Canada
Sarnia—Lambton est une circonscription provinciale de l'Ontario représentée à l'Assemblée législative de l'Ontario depuis 1999.

## Géographie
La circonscription est située dans le sud de l'Ontario, dont une partie est située sur les rives de la rivière Détroit. Les entités municipales formant la circonscription sont Sarnia, St. Clair, Plympton-Wyoming, Petrolia, Enniskillen et Point Edward.
La seule circonscription limitrophe est Lambton—Kent—Middlesex.

## Historique
| Législature                                            | Années        | Député | Député            | Parti                     |
| ------------------------------------------------------ | ------------- | ------ | ----------------- | ------------------------- |
| Circonscription issue de Halton-Centre et Oakville-Sud |               |        |                   |                           |
| 37e                                                    | 1999-2003     |        | Caroline Di Cocco | Libéral                   |
| 38e                                                    | 2003-2007     |        | Caroline Di Cocco | Libéral                   |
| 39e                                                    | 2007-2011     |        | Bob Bailey        | Progressiste-conservateur |
| 40e                                                    | 2011-2014     |        | Bob Bailey        | Progressiste-conservateur |
| 41e                                                    | 2014-2018     |        | Bob Bailey        | Progressiste-conservateur |
| 42e                                                    | 2018-2022     |        | Bob Bailey        | Progressiste-conservateur |
| 43e                                                    | 2022–2025     |        | Bob Bailey        | Progressiste-conservateur |
| 44e                                                    | 2025–en cours |        | Bob Bailey        | Progressiste-conservateur |

## Circonscription fédérale
Depuis les élections provinciales ontariennes du 4 octobre 2007, l'ensemble des circonscriptions provinciales et des circonscriptions fédérales sont identiques.